# Tășad, Bihor
.
Tășad este un sat în comuna Drăgești din județul Bihor, Crișana, România. Satul Tășad este atestat încă din anul 1508. .
Localitatea Tășad este așezată de ambele părți a șoselei DN 76 Oradea-Beiuș, la km 22.

## Obiective turistice
- Rezervația naturală „Calcarele tortoniene Tășad” (0,4 ha).
- Cetatea dacică „Cetățuia” (sau „Cetățeaua”, cum o numesc localnicii).

## Imagini

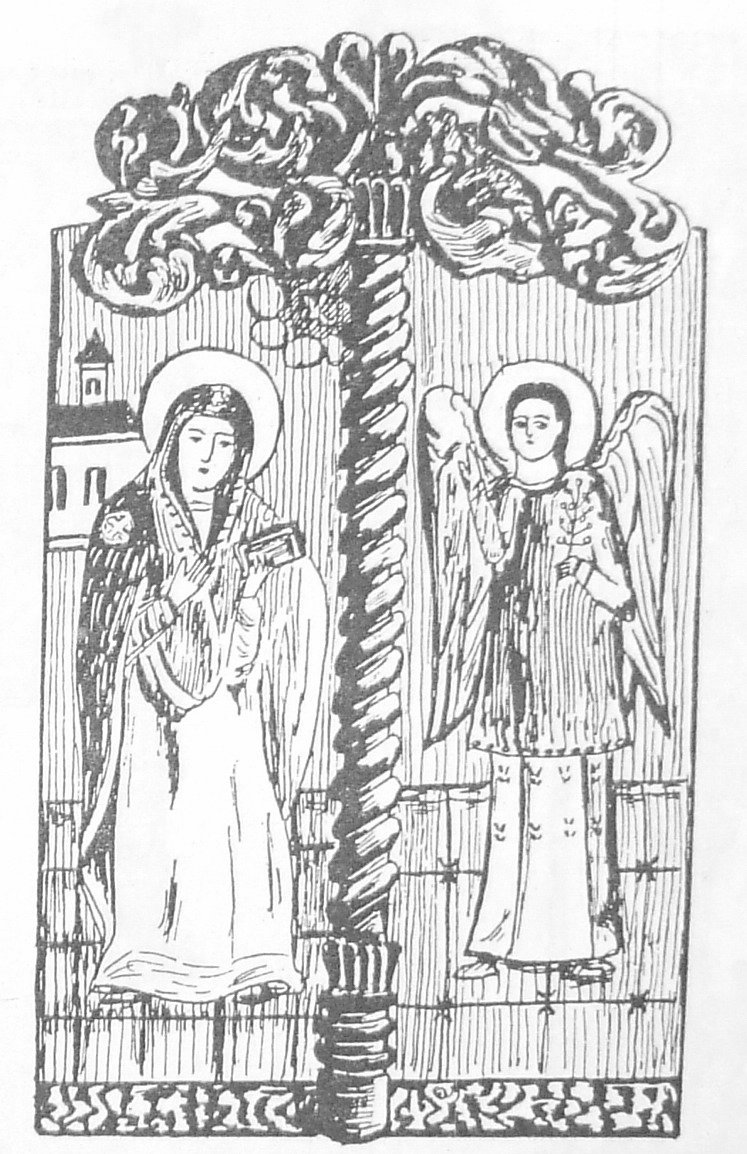
Ușile împărătești ale bisericii de lemn dispărute

 Acest articol despre o localitate din județul Bihor este deocamdată un ciot. Puteți ajuta Wikipedia prin completarea lui.